# Alexis Lichine
Pour les articles homonymes, voir Lichine.
Alexis Lichine, né le 3 décembre 1913 à Moscou (Empire russe) et mort le 1er juin 1989 à Cantenac, au château Prieuré-Lichine (Gironde, France), est un critique vinicole, viticulteur et négociant en vin d'origine américano-russe.

## Biographie

### Origines et formation
Il est le fils d'un banquier russe fortuné. Son oncle est le compositeur Mikhail Olshanky, dont le fils est le danseur David Lichine. En 1917, après la révolution d'Octobre, la famille traverse la Sibérie pour gagner Vladivostok, Tokyo, San Francisco, New York puis Paris, partant avec une valise pleine de pièces d'or et de titres boursiers. Alexis Lichine apprend le français à l'École alsacienne. Adolescent, il est guide polyglotte dans la capitale. Il étudie ensuite l'économie à Philadelphie et le droit à Paris puis travaille au service publicité du New York Herald Tribune, cherchant les annonceurs, notamment d'alcool, alors que finit la Prohibition. Il écrit comme journaliste sur le monde vinicole, apprenant au fur et à mesure. À New York, il se fait des contacts au Club 21 et au El Morocco (en) (Frank Schoonmaker, une des rares personnalités à importer du vin français dans les années 1930 et avec qui il lance deux décennies plus tard les premiers vins américains avec leur appellation locale, Raymond Baudoin, qui dirige La Revue du vin en France ou encore Claude Philippe (en), patron de l'hôtel Waldorf-Astoria).
En 1942, il est lieutenant du renseignement militaire américain à Casablanca. Chargé de pourvoir les tables des généraux et devenu commandant,il devient aide de camp de Dwight Eisenhower dans le sud de la France. Fin 1945, il est mis à la disposition de Winston Churchill, parti se reposer près d'Antibes après sa défaite aux élections législatives. En 1946, il revient aux États-Unis et propose à Frank Schoonmaker de s'associer avec lui, qui refuse, le considérant comme un arriviste. En 1948, Claude Philippe lui propose de regarnir les caves de son palace ; Alexis Lichine fait alors avec lui la tournée des vignobles de France. Il tombe amoureux de la région Bordelaise où il achète le Château jusqu'alors nommé Prieuré-Cantenac en 1951, qu'il renomme Prieuré-Lichine en 1953. En 1952, il achète le château Lascombes.

### Carrière d'entrepreneur et d'auteur vinicole
Sa carrière évolue au rythme des nombreux voyages qu'il effectue chaque année aux États-Unis dans de grands restaurants, des conférences, à la télévision ou à la radio, établissant la liste des caves qu'il visite et poussant ses interlocuteurs à passer ensuite commande de vins français. À la fin des années 1950, le marché américain s'envole, notamment grâce au développement des voyages en Europe. À l'apogée de sa carrière, il possédait 30 % du marché des vins français aux États-Unis. Craignant de vendre des vins coupés, il impose le modèle toujours en vigueur de nos jours de mise en bouteille à la propriété, offrant en échange de mettre le nom des vignerons sur l'étiquette et de les exporter avec son label. Il affirme qu'« aux États-Unis, on trouve désormais plus de bons vins français que partout ailleurs dans le monde, y compris en France ». Il forme également Georges Dubœuf, qui devient un ponte du Beaujolais. Il révolutionne également le monde vinicole grâce à la publicité et au marketing (visites des propriétés, panneaux publicitaires ou encore produits dérivés).
Considérant la classification officielle des vins de Bordeaux de 1855 « injuste et obsolète », il crée lui-même un classement, où il supprime les grades (qui allaient de 1er à 5e grand cru classé) pour les remplacer par des qualificatifs (allant de hors classe à bon). Un premier classement Lichine a lieu en 1962 et un autre révisé en 1975 mais ils ne dépassent pas le cadre de ses livres.
Manquant d'argent, il vend ses sociétés à des brasseries britanniques, ne disposant dès lors plus de son nom comme marque et souffrant de voir ces entreprises qui ne lui appartiennent plus écouler du mauvais vin. Une autre clause du contrat lui interdit par ailleurs de faire du commerce de vin pendant sept ans. Il se sépare alors de château Lascombes et d'ouvrées de latricières-chambertin, gevrey-chambertin et bonnes-mares. Il poursuit cependant sa carrière d'auteur de livres sur le vin, qui sont édités en huit langues ; en 1967, il enregistre le disque The Joy of Wine pour la MGM, où il interroge des amis, Philippe de Rothschild, Claude Taittinger ou encore le comte de Chandon-Moët.

## Vie privée
En 1946, il se marie avec la comtesse Renée de Villeneuve et divorce ; il fréquente ensuite la chroniqueuse mondaine Doris Lilly (en). En 1955, il se remarie avec Gisele Edenbourgh, qui lui donne en 1957 une fille, Alexandra et en 1960 un fils, Sacha. En 1965, il épouse l'actrice Arlene Dahl ; le mariage est annulé en 1969. Il fréquente par la suite Barbara Walters et Kathleen Hearst.

## Ouvrages
- Wines of France (1951, rééd. 1955)
- Alexis Lichine's Guide to Wines and Vineyards of France (rééd. 1989)
- Encyclopédie des vins et des alcools de tous les pays / Alexis Lichine’s Encyclopedia of Wines and Spirits (1967, rééd. 1987, Robert Laffont)